# Głuszyca
Pour les articles homonymes, voir Głuszyca.
Głuszyca est une ville de Pologne, située dans l'ouest du pays, dans la voïvodie de Basse-Silésie. C'est le chef-lieu de la gmina de Głuszyca, dans le powiat de Wałbrzych.

## Histoire
De 1818 à 1945, Wüstegiersdorf fait partie de l'arrondissement de Waldenburg dans le district de Breslau au sein de la province de Silésie.